# Shandong
Shandong, deutsch nach Stange auch Schantung oder Lessing-Othmer Schandung genannt (chinesisch 山東 / 山东, Pinyin Shāndōng), ist eine Provinz an der chinesischen Ostküste. Shandong liegt am Unterlauf des Gelben Flusses (Huang He). Von 1898 bis 1914 war mit dem Gebiet Kiautschou ein Teil der Provinz Pachtgebiet des Deutschen Reichs. Nachbarprovinzen sind Anhui, Hebei, Henan und Jiangsu.

## Geographie

### Lage
Den Osten der Provinz bildet die Shandong-Halbinsel zwischen dem Golf von Bohai und dem Gelben Meer. Die Küste von Shandong ist 3000 km lang. Der Huang He mündet in Shandong in den Bohai-Golf. Es gehören auch einige Inseln, insbesondere die Miaodao-Inseln zum Gebiet Shandongs.
Westlich der Provinz befindet sich das Taihang-Gebirge, wodurch Shandong seinen heutigen Namen erhielt, den man mit östlich der Berge übersetzen kann.

### Topographie
Man kann das Gebiet der Provinz in vier Teile einteilen:
1. Die Ebene in Nordwest-Shandong wurde durch Ablagerungen des Gelben Flusses gebildet und ist ein Teil der Nordchinesischen Ebene. Durch die Ebene verlaufen der Gelbe Fluss und der Kaiserkanal. Sie ist ein wichtiges Landwirtschaftsgebiet.
2. Die Jiaol-Ebene reicht bis an die Küste und liegt zwischen den hügeligen Gebieten in Süd- und Zentral-Shandong. Die Flüsse Jiaolai He, Wei He und Dage He fließen durch diese Ebene.
3. Die Gebirge in Zentral- und Süd-Shandong bestehen aus mehreren über 1000 Meter hohen Bergen, wie zum Beispiel dem Tai Shan, Lu Shan, Yi Shan und Meng Shan. Hier befindet sich auch der höchste Punkt der Provinz, der 1545 m hohe Tai Shan.
4. Das Jiaodong-Hügelland besteht aus den weniger als 1000 Meter hohen Daze Shan und Kunzu Shan. Es macht einen großen Teil der Shandong-Halbinsel aus.

### Klima
Shandong hat ein Monsunklima der warmgemäßigten Zone mit heißen, regnerischen Sommern und trockenen, sonnigen Wintern. Es gibt deutliche klimatische Unterschiede zwischen den Küstenregionen und dem Landesinneren. Die Temperaturen liegen im Jahresdurchschnitt bei 11 °C an der nordöstlichen Küste und 14,5 °C im Westen und Süden. Der Jahresniederschlag beträgt im Nordwesten 560 mm und im Südosten 1170 mm. Da 60 bis 70 % der Niederschläge im Sommer fallen, kann es zu Überschwemmungen und in anderen Jahreszeiten zu Dürre kommen.

### Gewässer

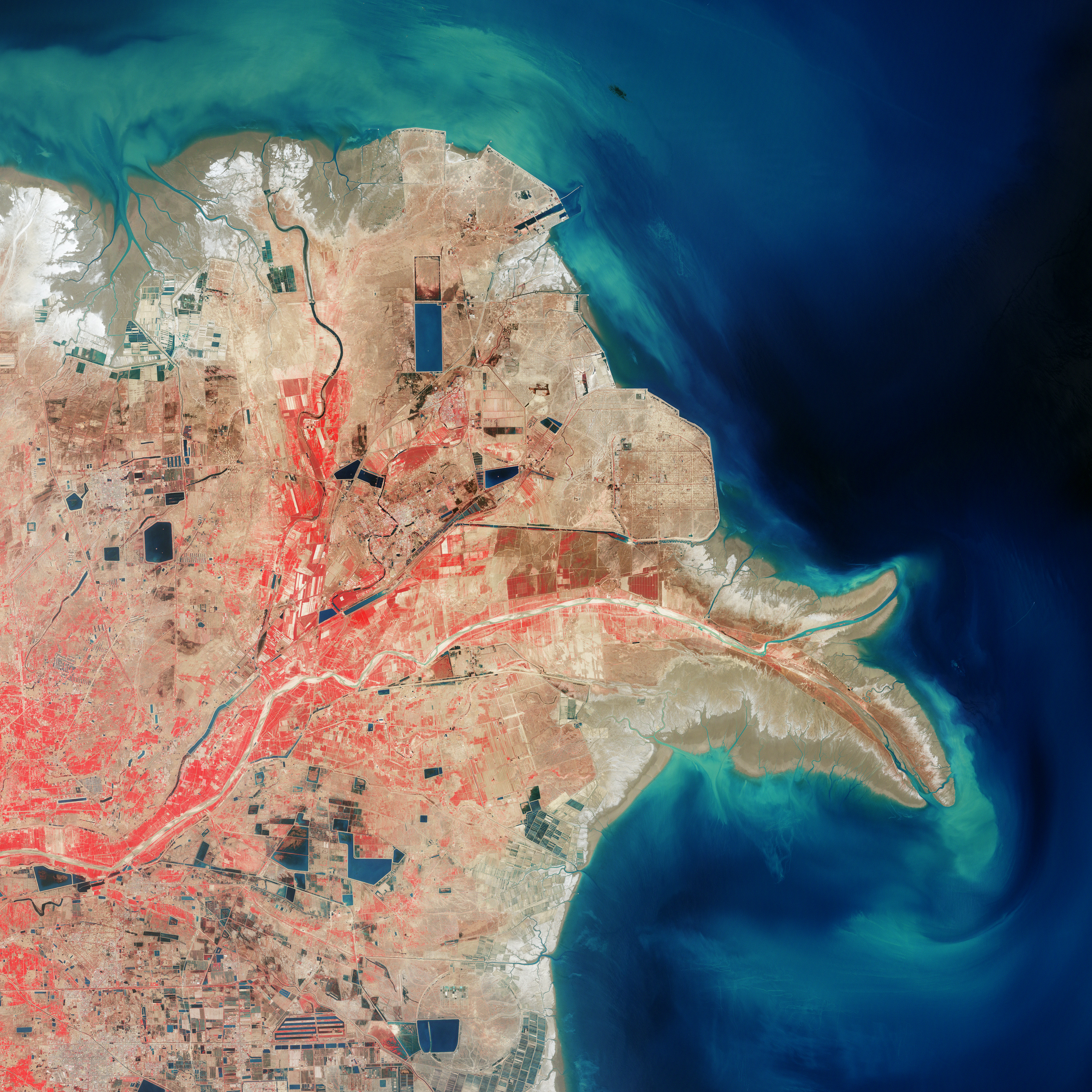
Delta des Gelben Flusses

Der Gelbe Fluss beeinflusst die Provinz Shandong sehr stark, denn er ist einerseits für die Schwemmebene, auf welcher der Großteil der Provinz liegt, verantwortlich, und andererseits hat er seinen Lauf mehrmals gewechselt, wobei die Bevölkerung der Provinz und deren Behausungen oft in Mitleidenschaft gezogen wurde. Eine besonders starke Flut wurde im Jahr 1876 verzeichnet, nach enormen Regenfällen schwollen Ufer von Seen und Flüssen an und überfluteten ganze Dörfer. Darauf folgte eine Hungersnot, in welcher nahezu 10.000 Menschen ihr Leben ließen. Insgesamt betrug die Summe der Opfer fast 100.000, da die gesamte Region betroffen war.
Am 30. April finden seither Gedenktage statt, obwohl diese seit 1976, 100 Jahre nach dem Unglück, von der Regierung offiziell verboten sind.

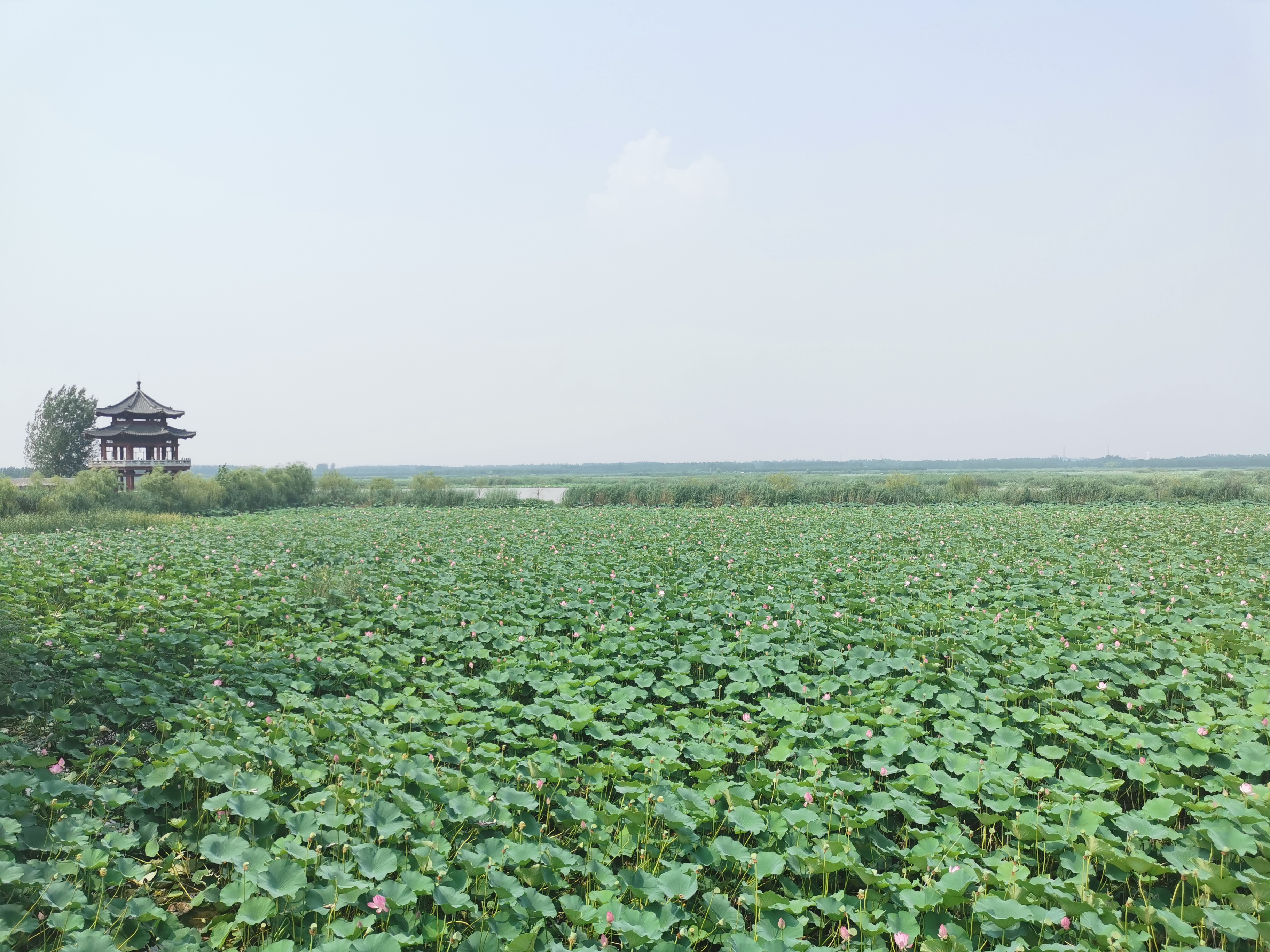
Weishan-See

Bis zum 4. Jahrhundert v. Chr. verlief der Gelbe Fluss in mehreren Armen durch die heutige Provinz, wobei die meisten dieser Arme nördlich seines heutigen Laufes lagen. Bereits vor etwa 2000 Jahren begann man mit dem Bau von Deichen entlang des Flusses, wobei diese Deiche die Änderung des Flusslaufes etwas begrenzt haben, andererseits jedoch die Überschwemmungen verschlimmern, wenn der Fluss über die Deiche tritt. In den 3000 Jahren der Geschichtsschreibung in China wurden die Unterläufe des Gelben Flusses mehr als 1500 Mal überschwemmt. Eine bedeutende Änderung des Flusslaufes geschah im Jahre 1128, als nach einer großen Überschwemmung der Gelbe Fluss im nördlichen heutigen Jiangsu in das Gelbe Meer zu münden begann. Im Jahre 1855, wiederum nach einer katastrophalen Überschwemmung, bewegte sich das Flussbett wieder in Richtung Norden, wo es sich bis in das 12. Jahrhundert befand und wo es sich auch heute befindet. Eine Folge dieser Überschwemmung war auch, dass der Kaiserkanal seine Schiffbarkeit einbüßte.

## Geschichte

### Altertum
Wegen seiner Lage am Rande der nordchinesischen Ebene war Shandong schon sehr früh dem Einfluss der chinesischen Zivilisation ausgesetzt. Schon die frühesten Dynastien (Shang-Dynastie und Zhou-Dynastie) kontrollierten West- und Zentralshandong. Die Shandong-Halbinsel lag dagegen zunächst außerhalb der chinesischen Einflusssphäre. Dort lebte das Volk Laiyi, das als barbarisch angesehen wurde und schnell sinisiert wurde.
Zur Zeit der Frühlings- und Herbstannalen und zur Zeit der Streitenden Reiche gab es in Shandong zwei Staaten: Qi im Gebiet des heutigen Linzi und Lu im Gebiet des heutigen Qufu. Lu war die Heimat von Konfuzius. Es war jedoch relativ klein und unterlag schließlich dem im Süden gelegenen Chu. Der Staat Qi dagegen war die ganze Epoche über eine größere Macht.
Zur Zeit der Qin-Dynastie gab es erstmals einen zentralisierten chinesischen Staat. Während der darauffolgenden Han-Dynastie gab es im Gebiet des heutigen Shandong zwei Provinzen: Qingzhou und Yanzhou.
Zur Zeit der Drei Reiche gehörte Shandong zum Königreich Wei.
Nach einer kurzen Zeit der Einheit wurde Shandong zusammen mit dem Rest Nordchinas von Nomaden aus dem Norden erobert. Im nächsten Jahrhundert wechselten die Herrscher Shandongs schnell.

### Mittelalter
Zu Beginn des 12. Jahrhunderts, zur Zeit der Song-Dynastie, spielt einer der klassischen Romane der chinesischen Literatur, die Abenteuergeschichte der Räuber vom Liang-Schan-Moor in Shandong. Sie gibt einen detailreichen Einblick in das Leben dieser Zeit (niedergeschrieben im 14. Jahrhundert).
Nachdem die Song-Dynastie China zunächst wiedervereinigt hatte, war sie gezwungen, Nordchina 1142 an die Jin-Dynastie der Jurchen abzutreten. Unter der Jin-Dynastie wurde der Name Shandong erstmals benutzt.
Unter der Ming-Dynastie umfasste die Provinz ungefähr dasselbe Gebiet wie heute, dazu einige Gebiete Liaonings (im Süden der Mandschurei).
Die Mandschu eroberten ganz China, 1644 Shandong, und gründeten die Qing-Dynastie. Unter dieser Dynastie nahm Shandong mehr oder weniger seine heutigen Grenzen an. Shandong war eine der Regionen Chinas mit den meisten Rebellionen gegen die Qing. Nennenswert sind etwa die Aufstände der Weißer-Lotus-Sekte, die Gruppe der Acht Trigramme, die im Jahr 1780 rebellierte, oder die Nian-Rebellion; auch der Boxeraufstand hatte seine Wurzeln in Shandong.
Shandong wurde im Jahr 1668 durch ein Erdbeben der Stärke 8,5, mit Epizentrum bei Linyi, verwüstet, wobei 43.000 bis 50.000 Menschen ums Leben kamen.

### 19. bis 21. Jahrhundert
Im Laufe des 19. Jahrhunderts geriet China zunehmend unter westlichen Einfluss und Bedrohung. Shandong war durch seine Lage an der Küste besonders betroffen. Das Gebiet Kiautschou in der Provinz Shandong war deutsche Kolonie. Durch den Versailler Vertrag ging das Gebiet 1919 an Japan, was die Bewegung des vierten Mai auslöste.
In den letzten Jahren hat sich die Wirtschaft Shandongs – vor allem des Ostens – sehr schnell entwickelt, und Shandong ist zu einer der reichsten Provinzen Chinas geworden.

## Administrative Gliederung
Shandong ist in zwei provinzunmittelbare Städte und 14 bezirksfreie Städte unterteilt (Stand: Volkszählung 2020):
| Region                         | Chin.  | Hanyu Pinyin   | Verwaltungs- sitz | Fläche (km²) | Einwohner (2020) |
| ------------------------------ | ------ | -------------- | ----------------- | ------------ | ---------------- |
| Shandong                       | 山东省 | Shāndōng Shěng | Jinan             | 157.901,06   | 101.527.453      |
| — Provinzunmittelbare Städte — |        |                |                   |              |                  |
| Jinan                          | 济南市 | Jǐnán Shì      | Lixia             | 10.244,45    | 9.202.432        |
| Qingdao                        | 青岛市 | Qīngdǎo Shì    | Shinan            | 11.282,00    | 10.071.722       |
| — Bezirksfreie Städte —        |        |                |                   |              |                  |
| Zibo                           | 淄博市 | Zībó Shì       | Zhangdian         | 5.964,92     | 4.704.138        |
| Zaozhuang                      | 枣庄市 | Zǎozhuāng Shì  | Xuecheng          | 4.563,53     | 3.855.601        |
| Dongying                       | 东营市 | Dōngyíng Shì   | Dongying          | 8.243,26     | 2.193.518        |
| Yantai                         | 烟台市 | Yāntái Shì     | Laishan           | 13.851,50    | 7.102.116        |
| Weifang                        | 潍坊市 | Wéifāng Shì    | Kuiwen            | 16.143,14    | 9.386.705        |
| Jining                         | 济宁市 | Jǐníng Shì     | Rencheng          | 11.186,98    | 8.357.897        |
| Tai’an                         | 泰安市 | Tài'ān Shì     | Taishan           | 7.761,41     | 5.472.217        |
| Weihai                         | 威海市 | Wēihǎi Shì     | Huancui           | 5.796,98     | 2.906.548        |
| Rizhao                         | 日照市 | Rìzhào Shì     | Donggang          | 5.358,57     | 2.968.365        |
| Linyi                          | 临沂市 | Línyí Shì      | Lanshan           | 17.191,21    | 11.018.365       |
| Dezhou                         | 德州市 | Dézhōu Shì     | Decheng           | 10.357,67    | 5.611.194        |
| Liaocheng                      | 聊城市 | Liáochéng Shì  | Dongchangfu       | 8.628,01     | 5.952.128        |
| Binzhou                        | 滨州市 | Bīnzhōu Shì    | Bincheng          | 9.172,19     | 3.928.568        |
| Heze                           | 菏泽市 | Hézé Shì       | Mudan             | 12.155,23    | 8.795.939        |

### Größte Städte
Die größten Städte der Provinz mit Einwohnerzahlen der eigentlichen städtischen Siedlung auf dem Stand der Volkszählung 2020 sind die folgenden:
| Rang | Stadt   | Einwohner | Rang | Stadt     | Einwohner |
| ---- | ------- | --------- | ---- | --------- | --------- |
| 1    | Qingdao | 6.165.279 | 8    | Tai’an    | 1.416.591 |
| 2    | Jinan   | 5.648.162 | 9    | Zaozhuang | 1.349.883 |
| 3    | Zibo    | 2.750.312 | 10   | Weihai    | 1.339.645 |
| 4    | Linyi   | 2.743.843 | 11   | Heze      | 1.293.767 |
| 5    | Yantai  | 2.311.885 | 12   | Rizhao    | 1.147.175 |
| 6    | Weifang | 1.998.405 | 13   | Liaocheng | 1.020.430 |
| 7    | Jining  | 1.700.054 | 14   | Dongying  | 961.300   |

## Bevölkerung
| Jahr | Einwohnerzahl |
| ---- | ------------- |
| 1954 | 048.876.548   |
| 1964 | 055.519.038   |
| 1982 | 074.419.054   |
| 1990 | 084.392.827   |
| 2000 | 089.971.789   |
| 2010 | 095.792.719   |
| 2020 | 101.527.453   |

Shandongs liegt mit 101,5 Mio. Einwohnern nach Guangdong hinsichtlich Bevölkerung auf dem zweiten Platz unter den Provinzen Chinas. 7,2 % der Bevölkerung der Volksrepublik lebt in dieser Provinz. Die Bevölkerungsdichte beträgt 643,8 Einwohner pro Quadratkilometer und ist damit die dritthöchste unter den chinesischen Provinzen beziehungsweise die sechsthöchste, wenn man die regierungsunmittelbaren Städte mit einbezieht. Das Bevölkerungswachstum ist jedoch im nationalen Vergleich niedrig, trotz der Zuwanderung in die wohlhabenden Städte. Das Geschlechterverhältnis ist einigermaßen ausgeglichen (etwa 102 Männer auf 100 Frauen im Jahr 2000). Die Urbanisierungsrate für 2016 wurde mit 55 % angegeben. 2019 lag die durchschnittliche Lebenserwartung bei 78,7 Jahren und damit über dem chinesischen Durchschnitt (77,6 Jahre).
99,3 % der Bevölkerung sind Han. Größere ethnische Minderheiten sind die Hui (0,6 %) und die Mandschu.

## Wirtschaft
Im Jahr 2015 war die Wirtschaft Shandongs mit einem BIP in Höhe von 6,30 Billionen Yuan (1.011 Milliarden US-Dollar) die drittgrößte Chinas. Das BIP pro Kopf betrug 67.706 Yuan (10.194 US-Dollar / KKP: 19.495 US-Dollar) pro Jahr (Rang 9 unter den chinesischen Provinzen). Das Wohlstandsniveau in der Provinz lag damit ungefähr auf dem Niveau von Argentinien und betrug 125 % des chinesischen Durchschnitts.
Zwischen der Provinz Shandong und dem Freistaat Bayern existiert bereits seit über 30 Jahren eine Partnerschaft für Wirtschaft und Entwicklung.

### Landwirtschaft
Die Landwirtschaft erwirtschaftet etwa 15 % des BIP, beschäftigt jedoch mehr als die Hälfte der Arbeitskräfte Shandongs. Zu den wichtigsten Anbauprodukten gehören Weizen, Mais, Sorghum, Hirse, Kartoffeln und Bohnen. Weitere wichtige landwirtschaftliche Erzeugnisse sind Baumwolle, Erdnüsse, Tabak und Flachs. Shandong ist eines der drei wichtigsten Baumwollanbaugebiete in Nordchina, außerdem gehört es zu den bedeutendsten Anbaugebieten von Obst und Gemüse. Etwa 40 % der Erdnüsse Chinas werden in Shandong angebaut. In zwei Jahren werden normalerweise drei Ernten eingebracht. In manchen Gebieten mit guter Bewässerung kann man sogar zwei Ernten pro Jahr erzielen.
Die Viehzucht ist ebenfalls bedeutend: Shandong ist der wichtigste Produzent von Geflügelfleisch in China, daneben gehört es zu den führenden Provinzen in der Rinder-, Schweine- und Schafzucht. Die Küstenregionen sind reich an Fischen, Krebsen und Seetang; trotzdem stammt der überwiegende Teil des Fischfanges aus Zuchtbetrieben.

### Bergbau
Die abbauwürdigen Ressourcen sind Gas, Öl, Kohle, Eisen, Bauxit, Diamanten, Saphir und Gold. Der Goldabbau in Shandong (Yantai) ist führend in China. Im Nordwesten Shandongs, in der Nähe von Dongying, liegt das Shengli-Ölfeld, das zu Chinas größten Ölfeldern gehört.

### Industrie
Die Industrie erwirtschaftet die Hälfte des BIP und beschäftigt etwa ein Viertel der Arbeitskräfte. Das Zentrum der Industrie liegt in Jinan, in geringerem Ausmaß in Qingdao und Zibo, daneben sind Weifang und Umgebung ein neues Zentrum der petrochemischen Industrie. Wichtige Industriezweige sind die Nahrungsmittelindustrie, Papier, Haushaltsgeräte, Baustoffe, Textilien, die Eisen- und Stahlindustrie, der Maschinenbau und die Gummiindustrie. Im Jahr 2000 war ein Viertel der Unternehmen in Staatsbesitz, das jedoch 40 % des Umsatzes generierte. Generell dominieren die Großunternehmen, die Hälfte des BIP wird von nur 1000 Firmen erwirtschaftet.

## Verkehr
Die Eisenbahnstrecken von Peking nach Shanghai und von Peking nach Hongkong durchqueren den Westen Shandongs. Weitere Eisenbahnlinie verlaufen von Qingdao nach Jinan und von Qingdao nach Yantai. Daneben gibt es noch mehrere kleinere Eisenbahnlinien, insgesamt umfasste das Eisenbahnnetz im Jahr 2000 mehr als 2400 km.
In Shandong gibt es ein dichtes und gleichmäßig über die Provinz verteiltes Straßennetz. Es gibt mehr als 71.000 km Straßen, davon mehr als 2000 km Autobahn.
Wichtige Häfen gibt es in Qingdao, Yantai, Rizhao und Weihai; Qingdao ist, gemessen am Frachtumschlag, der siebentgrößte Hafen Chinas. Der wichtigste Binnenschifffahrtsweg ist der Xiaoqing; insgesamt sind mehr als 2500 km Wasserstraßen schiffbar.
Größere Flughäfen gibt es in Jinan und Qingdao. Von Yantai nach Dalian, das an der anderen Seite des Bohai-Golfes in der Provinz Liaoning liegt, gibt es seit kurzem die erste kommerzielle Wasserflugzeugstrecke.

## Bildung
Die Analphabetenquote in Shandong ist mit 8,5 % (2000) relativ hoch und die zweithöchste in Ostchina. 2023 war sie auf 3,59 % gesunken.

## Sehenswürdigkeiten

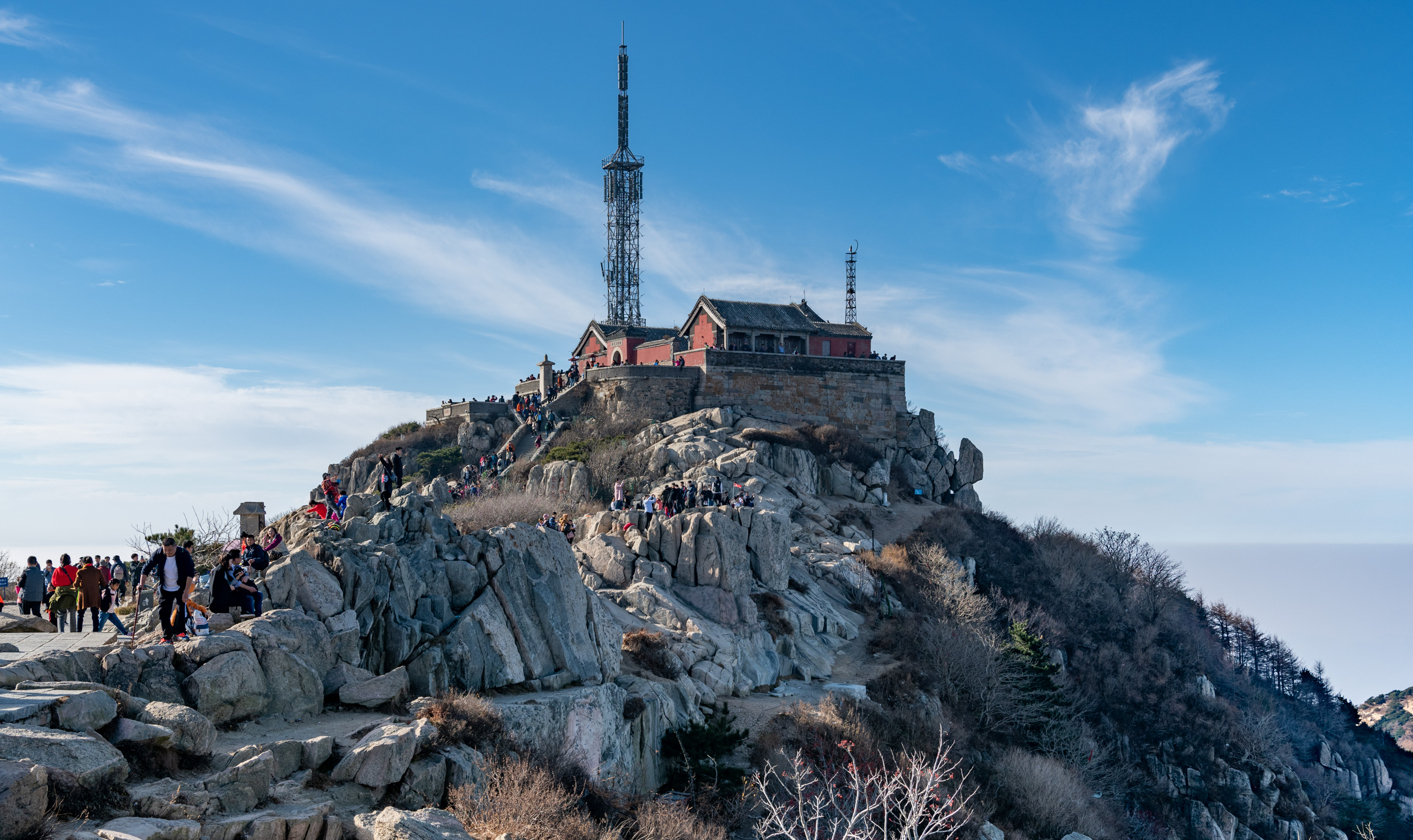
Tai Shan

Von den fünf heiligen Bergen des Daoismus in China ist der Tai Shan der berühmteste, wenn auch mit einer Höhe von 1.545 m keineswegs der höchste. Im alten chinesischen Weltbild, das das Reich der Mitte als Quadrat betrachtete, verkörpert der Tai Shan den östlichen Eckberg. „Shan-Dong“ bedeutet wörtlich übersetzt „Berg des Ostens“ oder „östlich des Bergs“.
Qufu, der Geburtsort des Konfuzius, gehört zu den Nationalschätzen erster Ordnung.

## Bedeutende Persönlichkeiten
Aus Shandong stammen neben Konfuzius auch Mengzi, der, geboren im Staat Zhou im südlichen heutigen Shandong, zu seinen bedeutendsten Schülern gehört und dessen Erbe erhielt. Ein weiterer bedeutender Philosoph aus Shandong war Zou Yan, der im 3. Jh. v. Chr. die Theorie der fünf Elemente entwickelte. Aus der Region um Jinan stammte Bian Que, der als Erfinder der traditionellen chinesischen Medizin gilt. Zhou Yongnian, ebenfalls aus Jinan, war der Gründer des chinesischen Bibliothekswesens. Im 12. Jahrhundert war Li Qingzhao eine der bedeutendsten Dichterinnen des Landes. Sòng Jiāng (宋江), der „Regenspender von Schantung“, ist die Hauptfigur des Volksromans „Die Räuber vom Liang-Schan-Moor“, der ebenfalls Anfang des 12. Jahrhunderts spielt.

### Weitere Persönlichkeiten
- Chen Mingming (* 1950), Diplomat der Volksrepublik China
- Sui Xinmei (* 1965), Kugelstoßerin
- Liu Bolin (* 1973), moderner Künstler, der mit seinen „Invisible Man“-Bildern berühmt wurde
- Ge Chutong (* 2003), Schwimmerin